# Madelyn Cline
Madelyn Renee Cline (Charleston, 21 de dezembro de 1997) é uma atriz e modelo norte-americana. Ficou conhecida por interpretar Sarah Cameron na série de drama Outer Banks da Netflix.

## Biografia
A Madelyn nasceu na cidade de Charleston, localizada em Carolina do Sul nos Estados Unidos, sendo a filha da corretora imobiliária Pam Cline e de Mark Cline, um engenheiro.
Quando mais nova, ela passou os verões na Cidade de Nova York trabalhando em comerciais de televisão, alguns sendo para a T-Mobile e Sunny D.

## Carreira
Depois de se formar na Charleston Day School, ela se matriculou na Coastal Carolina University de Conway , mas desistiu aos 19 para seguir carreira de atriz profissional. Ela logo começou com pequenos papéis como Chloe em Boy Erased e Taylor Watts em Vice Principals.
Em 2017, ela teve um pequeno papel recorrente famosa série de televisão The Originals da The CW, durante a quarta temporada, onde interpretou a bruxa Jessica do French Quarter da cidade de New Orleans, durante três episódios. No trabalho, ela contracenou com atores como Daniel Gillies, Yusuf Gatewood, Danielle Campbell, Joseph Morgan, Phoebe Tonkin e Nathaniel Buzolic.
Também em 2017, ela teve um papel recorrente em Stranger Things.
Em 2018, ela foi escalada como Sarah Cameron na série original intitulado de Outer Banks da Netflix  a primeira temporada da qual foi lançada em 15 de abril de 2020. Em setembro de 2020, Cline e Chase Stokes estrelaram o videoclipe do single "Hot Stuff" de Kygo e Donna Summer. Em junho de 2021, ela se juntou ao elenco de Glass Onion: A Knives Out Mystery, continuação do filme Knives Out.

## Vida pessoal
Cline foi criada em Goose Creek, Carolina do Sul, perto de Charleston. Cline gosta de fotografia, desenho, viagens rodoviárias, caminhadas e wakeboard. Durante uma entrevista para a Women's Health, Cline revelou que ela teve um transtorno alimentar durante a adolescência, o que resulta em ela ter problemas de saúde mental. Cline estava em um relacionamento com Chase Stokes, co-estrela de Outer Banks, que o próprio Stokes tornou público através do Instagram, mas terminou o relacionamento no fim de 2021 .

## Filmografia

### Filmes
| Ano  | Título                                   | Papel          | Notas |
| ---- | ---------------------------------------- | -------------- | ----- |
| 2011 | 23rd Psalm: Redemption                   | Maya Smith     |       |
| 2016 | Savannah Sunrise                         | Willow         |       |
| 2018 | Boy Erased                               | Chloe          |       |
| 2021 | This Is the Night                        | Sophia Larocca |       |
| 2021 | What Breaks the Ice                      | Emily          |       |
| 2022 | Glass Onion: A Knives Out Mystery        | Whiskey        |       |
| 2025 | The Map That Leads to You                | Heather        |       |
| 2025 | I Know What You Did Last Summer (reboot) | TBA            |       |

### Televisão
| Ano             | Título          | Papel           | Notas                                                                                                 |
| --------------- | --------------- | --------------- | --- |
| 2016            | The Jury        | Grace Alexander | Filme televisivo                                                                                      |
| 2016 – 2017     | Vice Principals | Taylor Watts    | 3 episódios                                                                                           |
| 2017            | The Originals   | Jessica         | 3 episódios, 4ª temporada: "High Water and a Devil's Daughter", "Voodoo in My Blood" e "Phantomesque" |
| 2017            | Stranger Things | Tina            | Episódios: "MADMAX", "Trick or Treat, Freak"                                                          |
| 2020 – presente | Outer Banks     | Sarah Cameron   | Papel principal                                                                                       |
| 2020            | Day by Day      | Daisy (voz)     | Web série; episódio: "Winnie, Betty and..."                                                           |

### Video clipes
| Ano  | Título    | Papel                       | Notas     |
| ---- | --------- | --------------------------- | --------- |
| 2020 | Hot Stuff | Kygo featuring Donna Summer | Ela mesma |